# Titan Tornado
Titan Tornado je družina visokokrilnih enomotornih doma zgrajenih ultralahkih letal. Letala imajo fiksno pristajalno podvozje tipa tricikel in propeler v konfiguraciji potisnik (pusher). Prazna teža letala je samo 115 kilogramov. Tornado je deloma podoben Earthstar Thunder Gull. 

## Specifikacije (Tornado 103)
Podatki iz Cliche
Splošne značilnosti
- Posadka: one
- Dolžina: 18 ft 6 in (5,64 m)
- Razpon kril: 20 ft 0 in (6,10 m)
- Višina: 6 ft 6 in (1,98 m)
- Teža praznega letala: 250 lb (113 kg)
- Bruto teža: 550 lb (249 kg)
- Kapaciteta goriva: 5 am. galon (19 litrov)
- Pogon letala: 1 × Rotax 277 Enovaljni, dvotaktni letalski motor, 28 hp (21 kW)
- Propelerji: št. lopatic: 2 lesen

Zmogljivost
- Potovalna hitrost: 60 mph (52 kn; 97 km/h)
- Hitrost pri porušitvi vzgona: 25 mph (22 kn; 40 km/h) s spuščenimi zakrilci
- Doseg: 120 mi (104 nmi; 193 km)
- Višina leta (servisna): 10.000 ft (3.048 m)
- Hitrost vzpenjanja: 850 ft/min (4,3 m/s)